# (73064) 2002 FE11
(73064) 2002 FE11 – planetoida z pasa głównego asteroid okrążająca Słońce w ciągu 4,08 lat w średniej odległości 2,55 j.a. Odkryta 16 marca 2002 roku.